# Viorel Senior Duca
Viorel Senior Duca (ur. 9 sierpnia 1950) – rumuński polityk, w latach 2004–2008 senator, obserwator w Parlamencie Europejskim.

## Życiorys
Należał do Partii Wielkiej Rumunii. W kadencji 2004–2008 zasiadał w rumuńskim Senacie z okręgu Hunedoara (początkowo w klubie PRM, od lutego 2006 do marca 2007 jako niezrzeszony, od marca 2007 do października 2008 w klubie Partii Narodowo-Liberalnej, następnie ponownie niezrzeszony). Od września 2005 do grudnia 2006 był obserwatorem w Parlamencie Europejskim, pozostał deputowanym bez afiliacji.